# Бабкен I
Бабкен I, Бабген I Вотмсеци, (арм. Բաբկեն Ա. Ոթմսեցի; умер в 516) — армянский католикос (490—516), в годы правления которого был созван Первый Двинский собор Армянской церкви относительно символа веры, принятого на Халкидонском соборе. Собор был созван в Двине в 506 году с участием влиятельных армянских епископов и католикосов Алуанка и Иверии. На этом соборе были осуждены ереси Ария, Нестория, Евтихия и других. После этого собора армянская церковь строго отмежевалась от сторонников Халкидонского собора.